# 14036 Yasuhirotoyama
14036 Yasuhirotoyama eller 1995 EY7 är en asteroid i huvudbältet som upptäcktes den 5 mars 1995 av de båda japanska astronomerna Masanori Hirasawa och Shohei Suzuki vid Nyukasa-observatoriet. Den är uppkallad efter Yasuhiro Toyama.
Asteroiden har en diameter på ungefär 7 kilometer.